# Улица Челюскина (Казань)
Улица Челюскина (тат. Челюскин урамы) — улица в микрорайонах и городских посёлках Соцгород, Новое Караваево, Северный Авиастроительного района Казани.
Проходит с юга на север от Тэцевской до улицы Леонида Черкасова. Пересекается с 22 улицами: Тэцевской, Тимирязева, Лядова, Белинского, Индустриальной, Социалистической, Тар Урам, Побежимова, Максимова, Беломорской, Шатурской, Симонова, Челюскинцев, Айдарова, Северополюсной, Лянгузова, Ударной, Вологодской, Граничной, Большой Заречной, Поперечно-Большой и Леонида Черкасова.

## История
Улица названа в честь русского полярного исследователя Семёна Ивановича Челюскина (ок. 1700—1766).
Появление улицы связано с развитием «Посёлка Орджоникидзе» (Соцгорода) и «Посёлка Свердлова», возникших в 1930-е годы в связи со строительством авиационного комбината («Казмашстроя»).
Первоначально улица носила название «Иркутская».
До настоящего времени сохранилась большая часть исторической застройки улицы.
| Многоэтажная жилая застройка | Многоэтажная жилая застройка | Многоэтажная жилая застройка | Многоэтажная жилая застройка |
| № дома                       | Год постройки                | Количество этажей            | Примечания                   |
| ---------------------------- | ---------------------------- | ---------------------------- | ---------------------------- |
| 2/10                         | 1942                         | 4,5                          |                              |
| 4/13                         | 1952                         | 5                            |                              |
| 6/9                          | 1937                         | 5,6                          |                              |
| 8/12                         | 1947                         | 3                            |                              |
| 10                           | 1948                         | 3                            |                              |
| 12/15                        | 1950                         | 2-3                          |                              |
| 14/11                        | 1950                         | 3                            |                              |
| 17                           | 1949                         | 2                            |                              |
| 24                           | 2007                         | 10                           |                              |
| 25А                          | 1980                         | 5                            |                              |
| 26                           | 2007                         | 10                           |                              |
| 27                           | 1974                         | 5                            |                              |
| 27А                          | 1973                         | 5                            |                              |
| 28                           | 2008                         | 10                           |                              |
| 29                           | 1984                         | 9                            |                              |
| 31                           | 1986                         | 5                            |                              |
| 33/56                        | 2001                         | 10                           |                              |
| 34/47                        |                              | 3                            | Баня № 14                    |
| 35                           | 2001                         | 10                           |                              |
| 37/17                        | 2000                         | 10                           |                              |
| 42                           | 2007                         | 5                            |                              |
| 44                           | 2004                         | 5                            |                              |
| 46                           | 2004                         | 5                            |                              |
| 46А                          | 2006                         | 5                            |                              |
| 48                           | 2004                         | 10                           |                              |
| 57/18                        | 1984                         | 9                            |                              |
| 58/31а                       |                              | 2                            |                              |
| 62                           | 1976                         | 5                            |                              |
| 64                           | 1978                         | 5                            |                              |
| 66                           | 1978                         | 5                            |                              |
| 68А                          | 1983                         | 5                            |                              |

## Современное состояние и объекты
На улице протяжённостью 3721 метр расположено 117 домов.
- № 1 — детский сад № 172 «Росинка» (создан в 1961 году, бывший ведомственный моторостроительного завода).[4][5]
- № 1а — детский сад № 268 (бывший «Родничок», создан в 1960 году, бывший ведомственный моторостроительного завода).[6][7][5]
- №№ 2/10, 6/9, 12/15, 24, 28, 30, 38, 43, 45, 47, 48, 50, 52 — жилые дома авиазавода.[8]
- №№ 4/13, 8/12, 10, 14/11, 25а, 27, 27а, 29, 31, 60, 60а, 62, 64, 66, 68а  — жилые дома моторостроительного завода.[8][9]
  - № 4/13 — в этом доме расположено поликлиническое отделение детской городской больницы № 7.[10]
- № 9 — жилой дом треста «Казаньхимстрой».[11]
- № 31а — Казанская духовная семинария и храмы при ней: Иоанна Кронштадтского и домовой храм Казанских Святых.[12]
- № 33а — детский сад № 26 (создан в 2011 году).[13]
- № 51 — пожарная часть № 5 Авиастроительного района.[14]
- № 56 — отдел полиции  «Авиастроительный».[15]

## Галерея

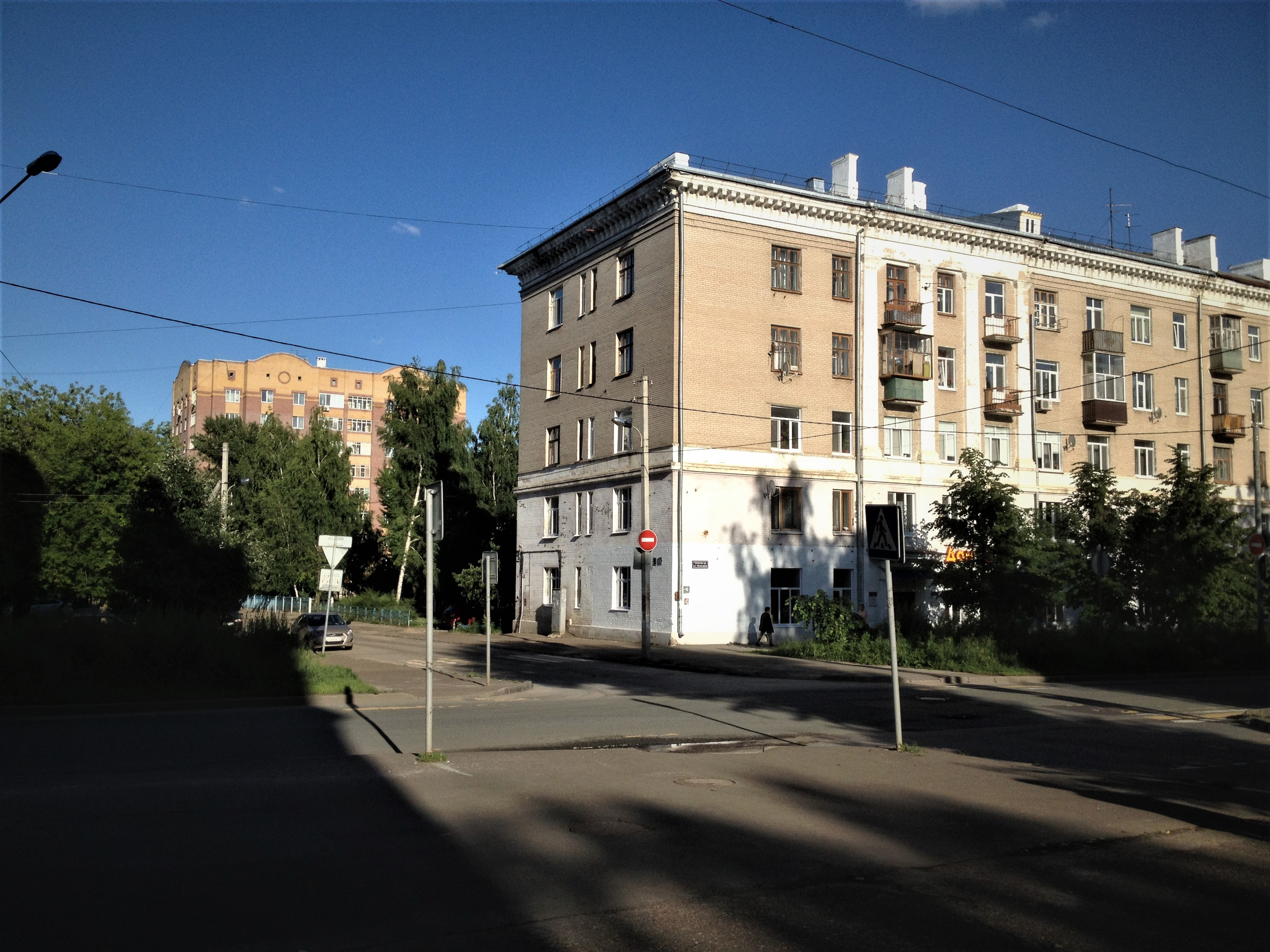
Перекрёсток улиц Челюскина и Лядова
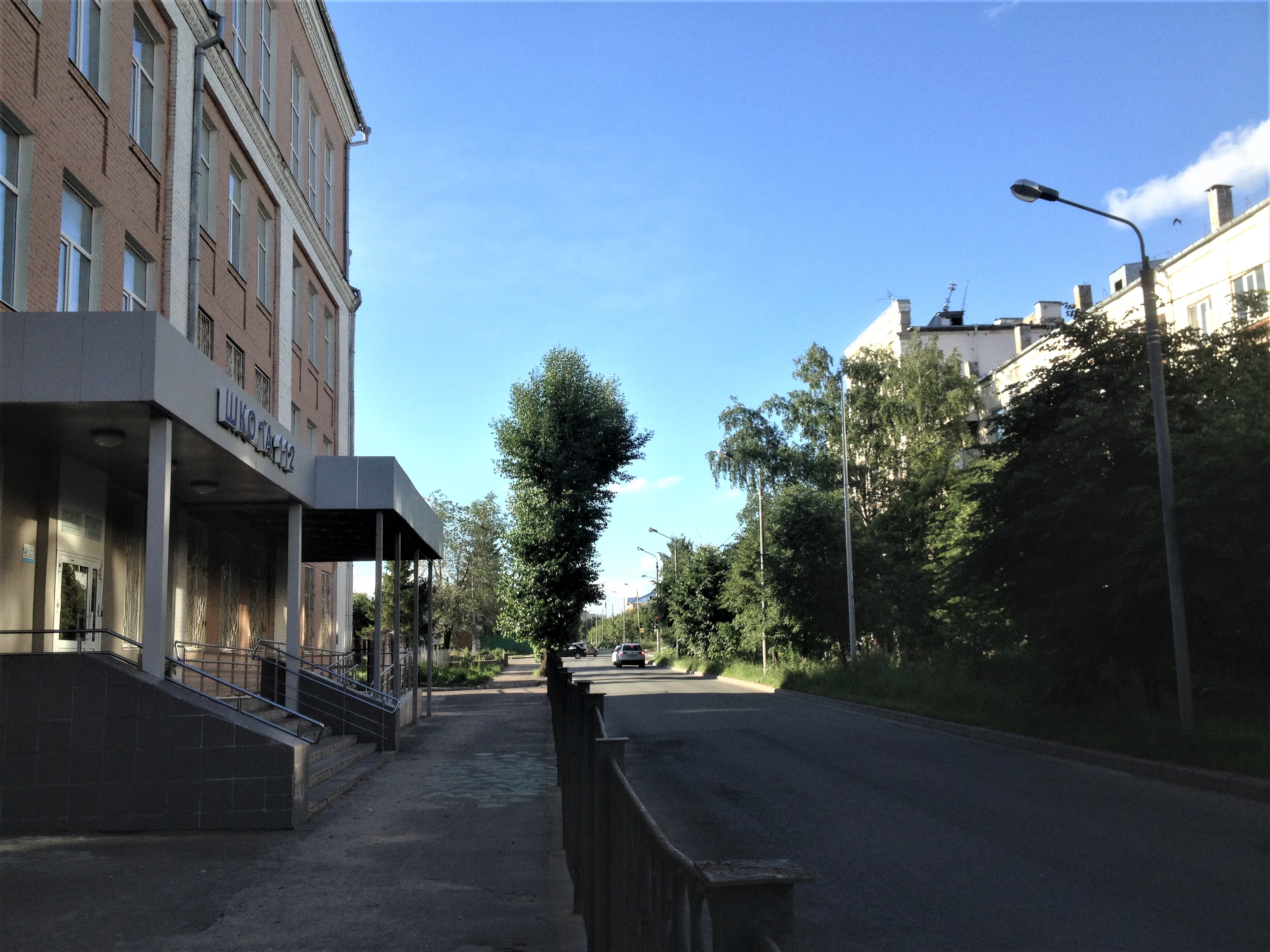
Участок ул. Челюскина от ул. Лядова до ул. Белинского
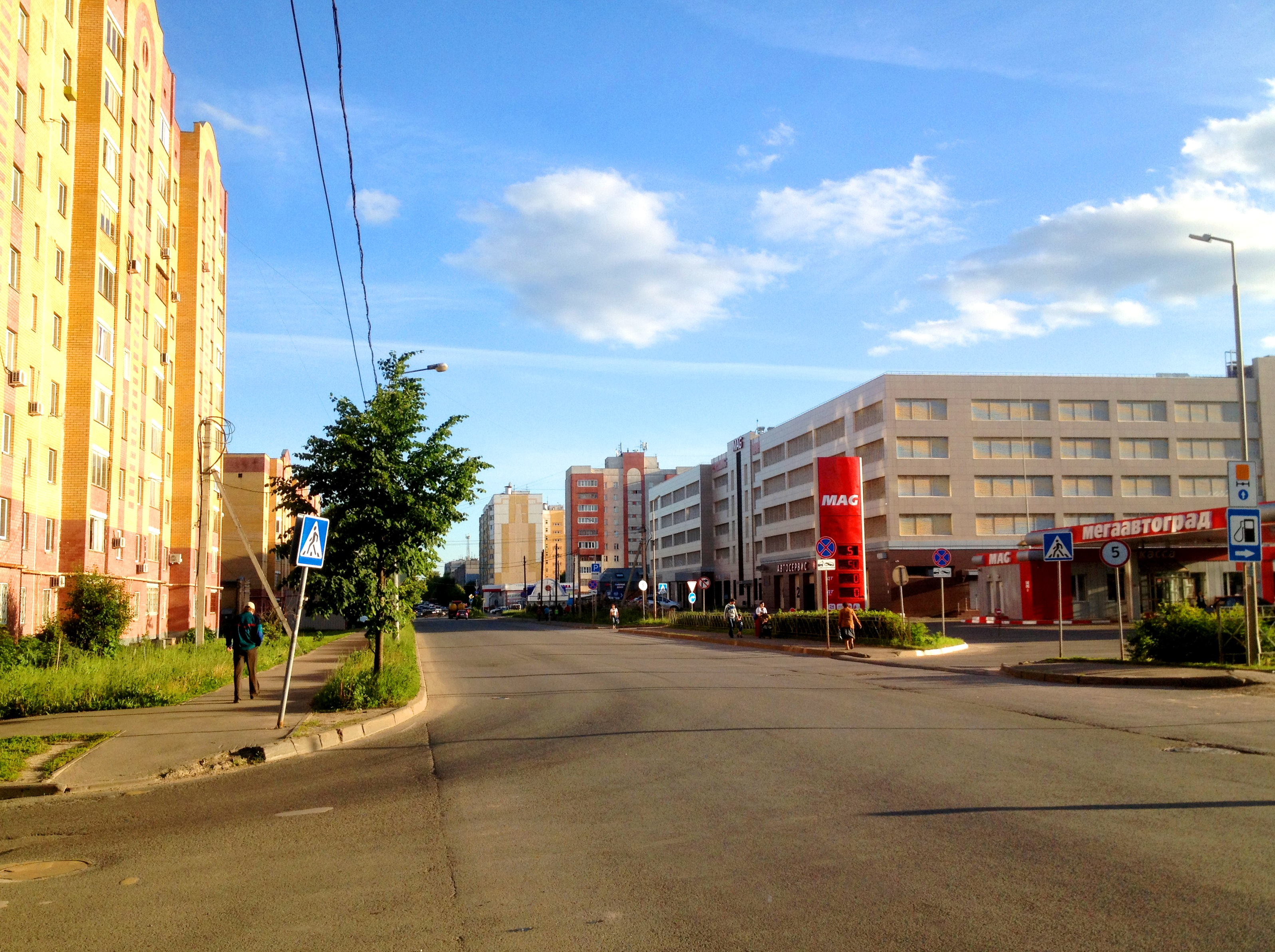
Пересечение улиц Челюскина, Шатурская и Симонова
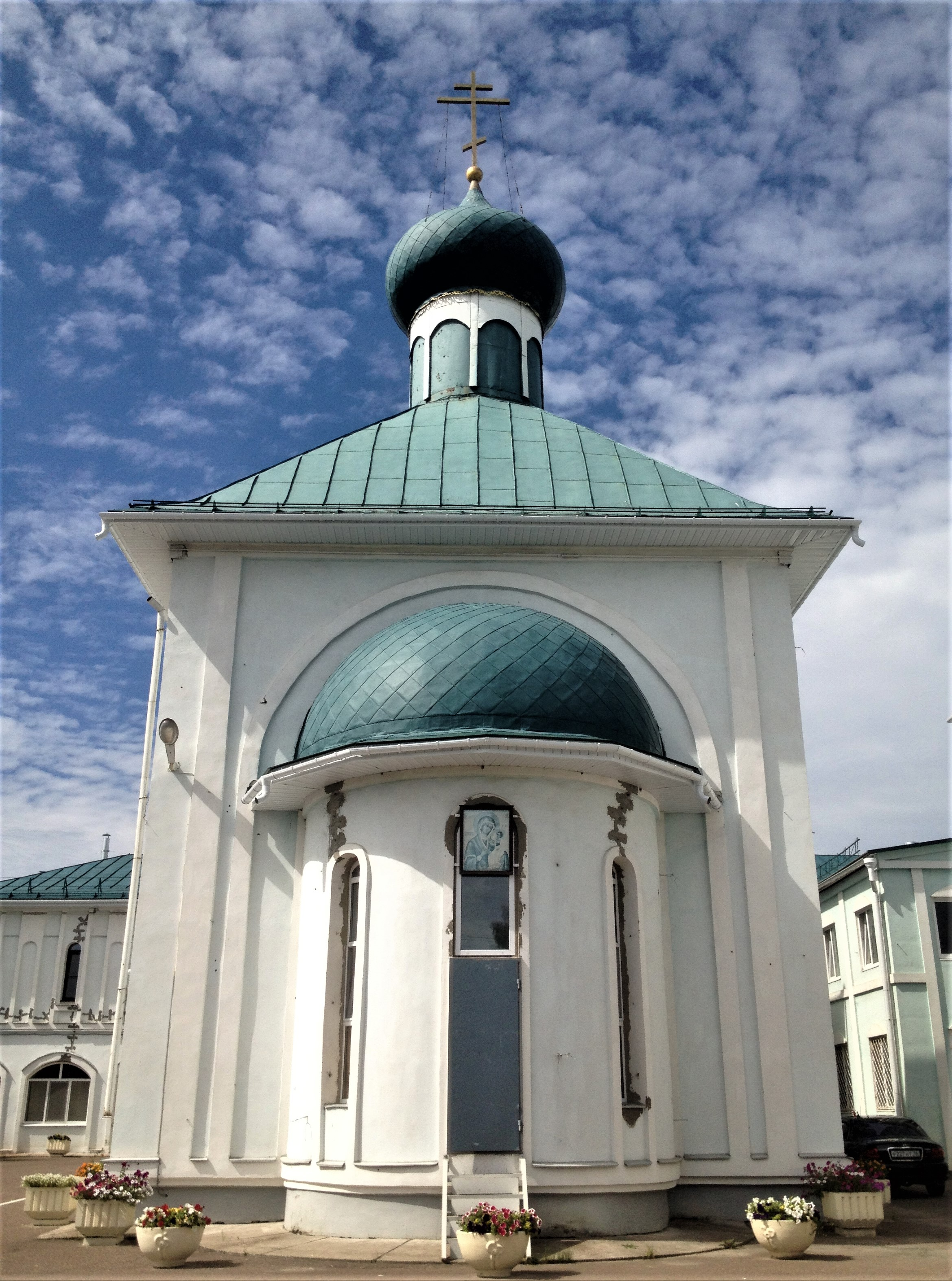
Храм святого праведного Иоанна Кронштадтского

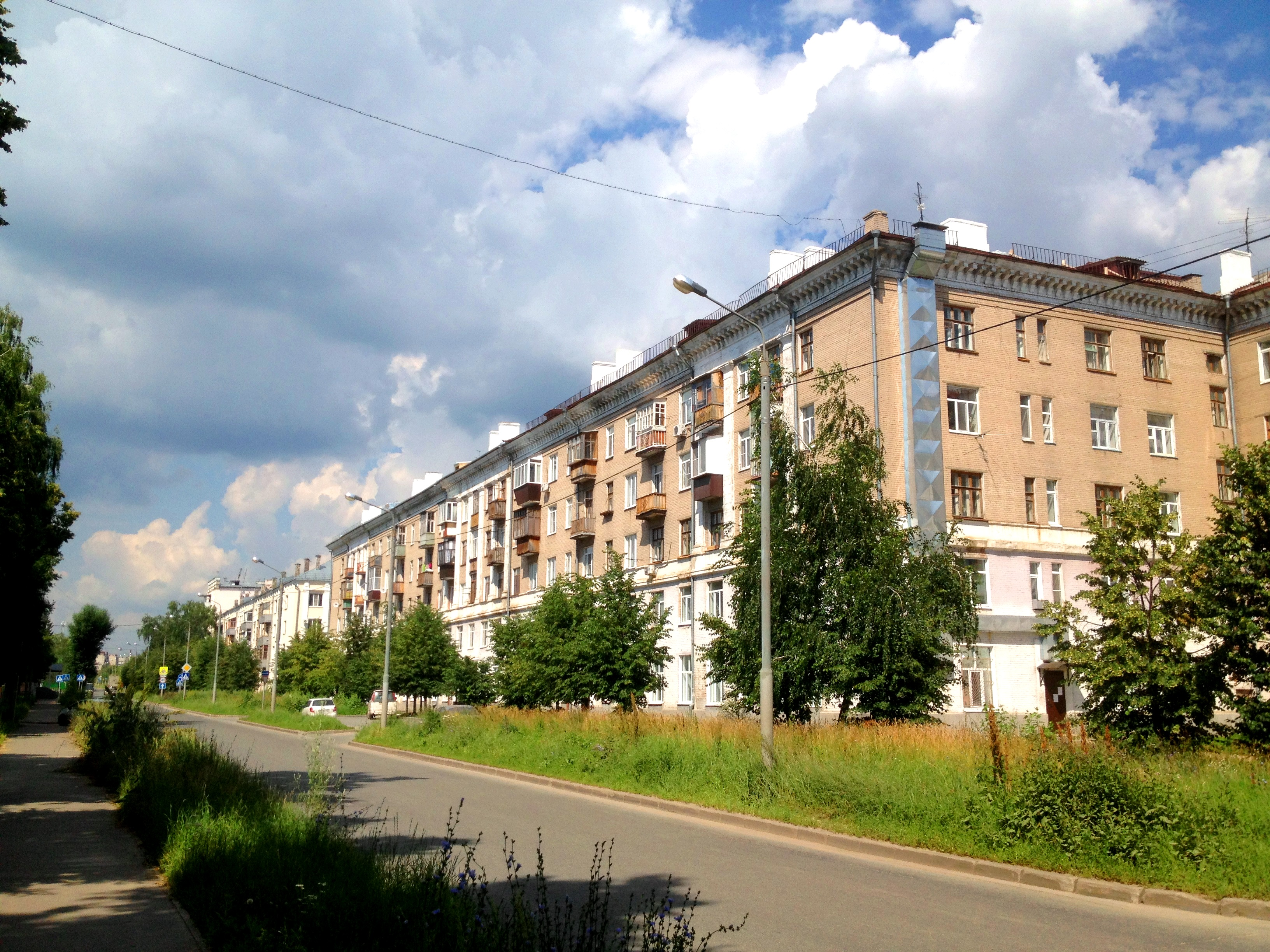
Участок ул. Челюскина от ул. Тимирязева до ул. Лядова
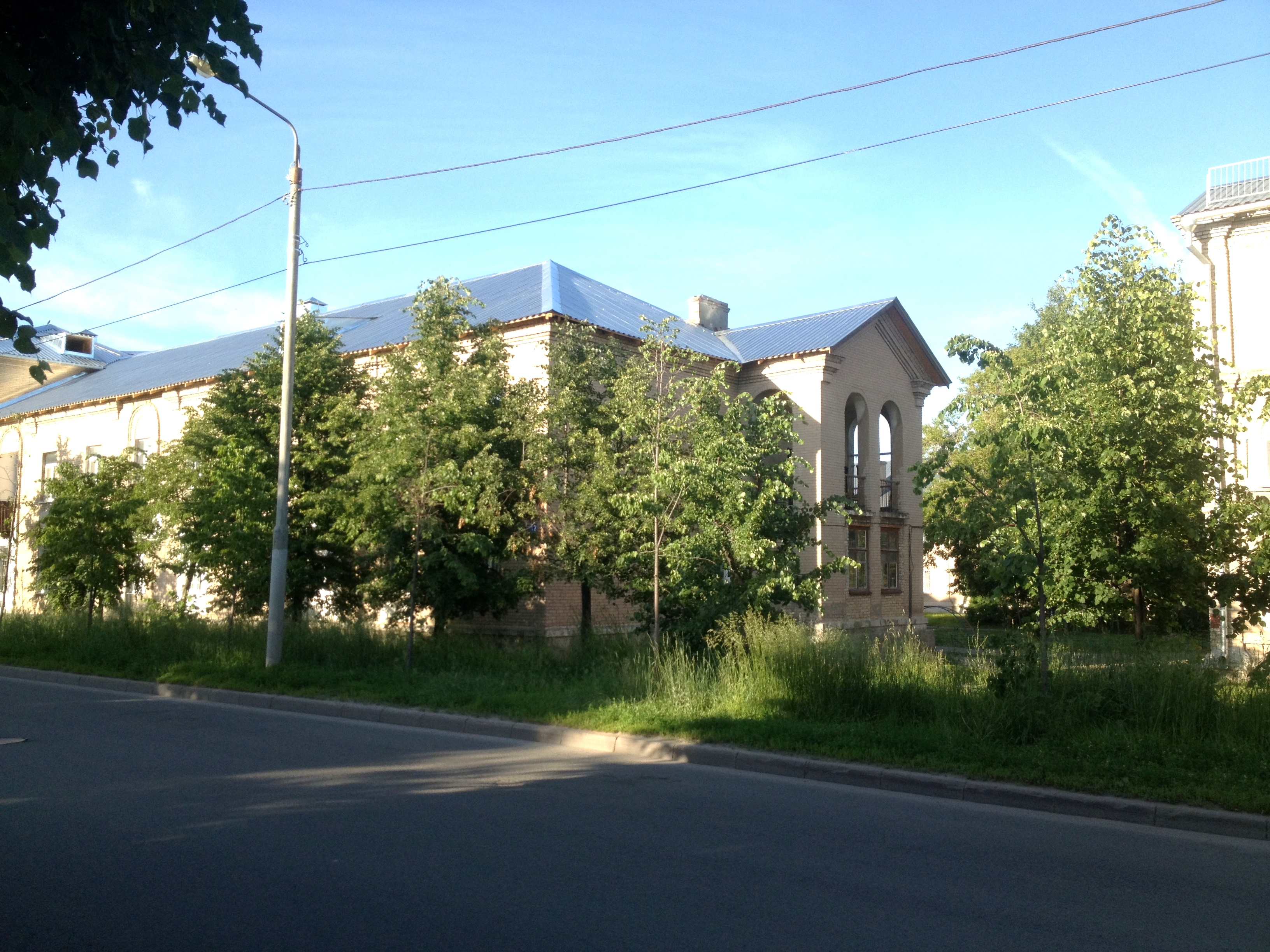
Ул. Челюскина / ул. Индустриальная, д. 12/15
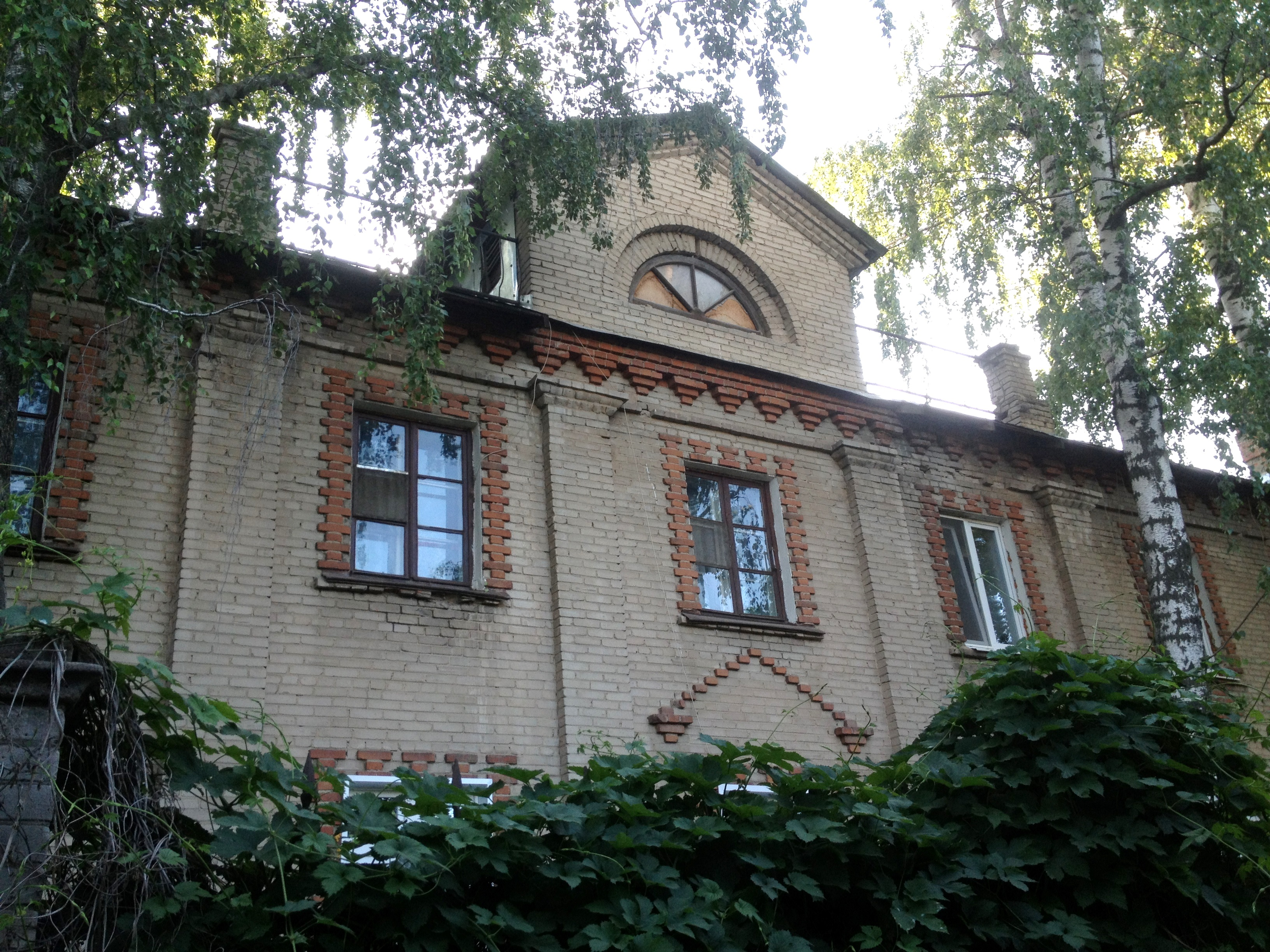
Ул. Челюскина д. 17